# تالاهاگاما
تالاهاگاما (به لاتین: Talahagama) یک منطقهٔ مسکونی در سری‌لانکا است که در استان جنوبی (سری‌لانکا) واقع شده‌است.